# Пасхавер, Александр Иосифович
Александр Иосифович Пасхавер (11 марта 1945, Киев) — украинский учёный-экономист, член-корреспондент Академии технологических наук Украины, заслуженный экономист Украины.

## Общие сведения
Сын И. С. Пасхавера, брат Б. И. Пасхавера. Окончил Киевский институт народного хозяйства (экономический факультет) и аспирантуру Института экономики АН СССР в Москве. Более 20 лет работал в Институте экономики АН УССР (1971—1992, ведущий научный сотрудник). Занимался исследованиями по вопросам экономической эффективности, приватизации и демонополизации.
В 1992—1994 главный эксперт Центра рыночных реформ, консультант «Putnam, Hayes and Bartlett», Фонда «Киев-реформа». Принимал активное участие во внедрении рыночных реформ на Украине. В 1995 стал одним из инициаторов создания и с тех пор является бессменным президентом Центра экономического развития, общественной экспертной организации. Также возглавляет редакционный совет информационно-аналитического бюллетеня «Мониторинг экономики Украины».
В разное время был советником президента, премьер-министра, вице-премьер-министра, министра экономики, председателя Фонда государственного имущества Украины.
Член Совета по вопросам развития Национального культурно-художественного и музейного комплекса «Мистецький арсенал».
Кавалер ордена «За заслуги» III степени.